# لغة الاكرون
لغة الأكرون هي لغة من اللغات النيجرية الكنغوية، من عائلة تلودي في كردفان، السودان.